# Merrimac (Virgínia)
Merrimac és una concentració de població designada pel cens dels Estats Units a l'estat de Virgínia. Segons el cens del 2000 tenia 1.751 habitants.

## Demografia
Segons el cens del 2000, Merrimac tenia 1.751 habitants, 889 habitatges, i 353 famílies. La densitat de població era de 371,5 habitants per km².
Dels 889 habitatges en un 18% hi vivien nens de menys de 18 anys, en un 29,2% hi vivien parelles casades, en un 7,5% dones solteres, i en un 60,2% no eren unitats familiars. En el 53,7% dels habitatges hi vivien persones soles el 25,3% de les quals corresponia a persones de 65 anys o més que vivien soles. El nombre mitjà de persones vivint en cada habitatge era d'1,82 i el nombre mitjà de persones que vivien en cada família era de 2,76.
Per edats la població es repartia de la següent manera: un 17,2% tenia menys de 18 anys, un 11% entre 18 i 24, un 28% entre 25 i 44, un 15,4% de 45 a 60 i un 28,4% 65 anys o més.
L'edat mediana era de 40 anys. Per cada 100 dones de 18 o més anys hi havia 74,5 homes.
La renda mediana per habitatge era de 21.462 $ i la renda mediana per família de 40.800 $. Els homes tenien una renda mediana de 31.223 $ mentre que les dones 20.547 $. La renda per capita de la població era de 16.634 $. Entorn del 12,4% de les famílies i el 16,5% de la població estaven per davall del llindar de pobresa.

## Poblacions més properes
El següent diagrama mostra les poblacions més properes.